# Зета (футбольний клуб)
Зета (чорн. Фудбалски клуб Зета Голубовци / Fudbalski klub Zeta Golubovci) — футбольний клуб з передмістя Подгориці Голубовці, Чорногорія.

## Історія
Клуб заснований 1927 року під назвою ФК «Даніца». У 1945 році отримав назву ФК «Напредак», сучасна назва з 1955 року.
З кінця Другої світової до 1962 року «Зета» грала в першості Титограда, після чого грала в регіональній лізі союзної республіки Чорногорія (Третій за рівнем лізі).
Найкращим досягненням клубу до здобуття Чорногорією незалежності було третє місце в сезоні 2004/05 розіграшу чемпіонату Сербії та Чорногорії і путівка до єврокубків.
З 2006 року грає в Першій лізі чемпіонату Чорногорії. У першому ж сезоні «Зета» стала чемпіоном країни, але повторити успіх поки що клубу з Голубовців не вдалося.
| Сезон   | Ліга       | Місце |
| ------- | ---------- | ----- |
| 2006-07 | Перша ліга | 1     |
| 2007-08 | Перша ліга | 2     |
| 2008-09 | Перша ліга | 9     |
| 2009-10 | Перша ліга | 4     |
| 2010-11 | Перша ліга | 4     |
| 2011-12 | Перша ліга | 3     |
| 2012-13 | Перша ліга | 8     |
| 2013-14 | Перша ліга | 8     |
| 2014-15 | Перша ліга | 9     |
| 2015-16 | Перша ліга | 8     |

## Досягнення
- Чемпіонат Чорногорії
  - Чемпіон (1): 2006/07
  - Срібний призер (2): 2007/08, 2016/17

## Виступи в Єврокубках
| Ліга чемпіонів           | Ліга чемпіонів | Ліга чемпіонів     | Ліга чемпіонів | Ліга чемпіонів       | Ліга чемпіонів | Ліга чемпіонів |
| Сезон                    | Етап           | Перша команда      | Заг.           | Друга команда        | 1-й матч       | 2-й матч       |
| ------------------------ | -------------- | ------------------ | -------------- | -------------------- | -------------- | -------------- |
| 2007/08                  | 1-й кв. раунд  | «Зета»             | 5:4            | «Каунас»             | 3:1            | 2:3            |
| 2007/08                  | 2-й кв. раунд  | «Рейнджерс»        | 3:0            | «Зета»               | 2:0            | 1:0            |
| Кубок УЄФА / Ліга Європи |                |                    |                |                      |                |                |
| Сезон                    | Етап           | Перша команда      | Заг.           | Друга команда        | 1-й матч       | 2-й матч       |
| 2005/06                  | 2-й кв. раунд  | «Зета»             | 2:5            | «Широкі Брієг»       | 0:1            | 2:4            |
| 2008/09                  | 1-й кв. раунд  | «Зета»             | 1:2            | «Інтерблок»          | 1:1            | 0:1            |
| 2010/11                  | 1-й кв. раунд  | «Зета»             | 1:1 (ч)        | «Дачія»              | 1:1            | 0:0            |
| 2011/12                  | 1-й кв. раунд  | «Спартак» (Трнава) | 4:2            | «Зета»               | 3:0            | 1:2            |
| 2012/13                  | 1-й кв. раунд  | «Пюнік»            | 2:4            | «Зета»               | 0:3            | 2:1            |
| 2012/13                  | 2-й кв. раунд  | «Ювяскюля»         | 3:3 (ч)        | «Зета»               | 3:2            | 0:1            |
| 2012/13                  | 3-й кв. раунд  | «Сараєво»          | 2:2 (ч)        | «Зета»               | 2:1            | 0:1            |
| 2012/13                  | плей-оф        | «Зета»             | 0:14           | ПСВ Ейндговен        | 0:5            | 0:9            |
| 2017/18                  | 1-й кв. раунд  | «Зета»             | 2:3            | Желєзнічар (Сараєво) | 0:1            | 2:2            |
| 2019/20                  | 1-й кв. раунд  | «Зета»             | 1:5            | Фегервар             | 1:5            | 0:0            |
| Кубок Інтертото          |                |                    |                |                      |                |                |
| Сезон                    | Етап           | Перша команда      | Заг.           | Друга команда        | 1-й матч       | 2-й матч       |
| 2006                     | 2-й кв. раунд  | «Зета»             | 1:4            | «Марибор»            | 1:2            | 0:2            |